# 엘도라도 비즈니스 타워
엘도라도 비즈니스 타워(영어: Eldorado Business Tower)는 브라질 상파울루에 위치한 마천루이다.

## 같이 보기
- 브라질의 마천루 목록
- 미란치 두 발리
- 아우치누 아란치스 빌딩
- 이탈리아 빌딩